# دانيال باركر
دانيال باركر (بالإنجليزية: Daniel Barker)‏ (30 يناير 1987 في المملكة المتحدة - ) هو لاعب كرة قدم بريطاني في مركز حراسة المرمى. شارك مع منتخب الجزر العذراء البريطانية لكرة القدم. أما مع النوادي، فقد لعب مع يوفل تاون وWincanton Town F.C. ‏ وTiverton Town F.C. ‏.

## وصلات خارجية
- دانيال باركر على موقع قاعدة بيانات كرة القدم.إي يو (الإنجليزية)
- دانيال باركر على موقع ناشيونال فوتبول تيمز (الإنجليزية)
- دانيال باركر على موقع Soccerbase.com (لاعب) (الإنجليزية)
- دانيال باركر على موقع Soccerway.com (الإنجليزية)